# ヴァルデマール・フェーゲライン
ヴァルデマール・フェーゲライン（Waldemar Fegelein、1912年1月9日 - 2000年11月20日）は、ドイツの軍人。国家社会主義ドイツ労働者党(ナチ党)の組織親衛隊(SS)の戦闘部隊武装親衛隊(Waffen-SS)の将校。親衛隊における最終階級は予備役親衛隊大佐(SS-Standartenführer d.R.)。親衛隊中将ヘルマン・フェーゲラインの弟。

## 略歴
1912年1月9日に乗馬学校経営者ハンス・フェーゲラインの次男として生まれた。兄にヘルマン・フェーゲラインがいる。獣医学を学んだ。
1933年6月から1935年8月まで突撃隊に参加。1935年9月に親衛隊に入隊した(隊員番号229,780)。1936年10月から兄ヘルマンが校長を務めていたミュンヘンの親衛隊乗馬学校に勤務。兄同様乗馬で名声を高め、乗馬バッジ金章を受章した。
ポーランド侵攻までに親衛隊大尉に昇進しており、兄ヘルマンが指揮する第1トーテンコプフ騎兵連隊に従軍した。1941年6月から始まる独ソ戦にも従軍し、1941年7月に一級鉄十字章、1941年10月に一般突撃章を受章した。1941年12月に親衛隊作戦本部へ異動となり、1942年4月には6部「騎馬及び輸送車両」部門(Amt VI Reit- und Fahrwesen)の部長代理に就任。1942年4月20日に予備役親衛隊少佐に昇進。1943年6月初めに戦場に復帰。第8SS騎兵師団「フロリアン・ガイエル」隷下の第2SS騎兵連隊(SS-Kavallerie Regiment 2)の隊長となる。1943年12月に騎士鉄十字章を受章し、1944年1月30日に予備役親衛隊中佐に昇進した。
1944年4月に親衛隊作戦本部第6部へ戻った。1944年12月に予備役親衛隊大佐に昇進。1945年2月後半に新たに編成された第37SS義勇騎兵師団の師団長となったが、1945年3月初めにはカール・ゲーゼレ(en:Karl Gesele)と交代した。アメリカ軍の捕虜となった。
2000年11月20日に死去。